# Jelna (Nowa Sarzyna)
Jelna ist eine Ortschaft mit einem Schulzenamt der Gemeinde Nowa Sarzyna im Powiat Leżajski der Woiwodschaft Karpatenvorland in Polen.

## Geschichte
Das Dorf im von Polen neueroberten Rotruthenien wurde im Jahr 1349 als Jedlna erstmals urkundlich erwähnt. Der Name ist vom altpolnischen Wort jedla (urslawisch *edla, heute polnisch jodła – Tanne). Nach anderen Quellen wurde das königliche Dorf in der Woiwodschaft Ruthenien erst in der Mitte des 16. Jahrhunderts gegründet.

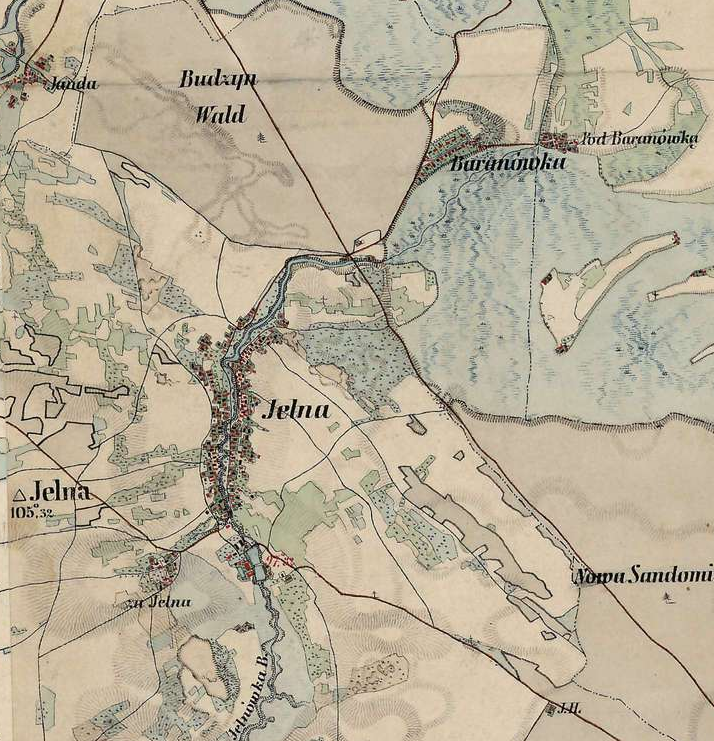
Jelna und Baranówka auf der Franziszeischen Landesaufnahme um die Mitte des 19. Jahrhunderts

Bei der Ersten Teilung Polens kam Jelna 1772 zum neuen Königreich Galizien und Lodomerien des habsburgischen Kaiserreichs (ab 1804). 1801 wurde die deutsche Kolonie Hirschbach im Nordosten gegründet, heute ein Weiler von Jelna. Galiziendeutsche lebten auch in der Umgebung im Norden angrenzenden Weiler Niemcy von Łukowa.
1900 hatte die Gemeinde Jelna 261 Häuser mit 1319 Einwohnern, davon alle waren polnischsprachig, 1242 römisch-katholisch, 40 griechisch-katholisch, 28 israelitisch und 9 evangelisch. Baranówka hatte 27 Häuser mit 143 Einwohnern (121 Deutschsprachige, 22 Polnischsprachige, 120 Evangelische, 20 Römisch-Katholiken, 3 Juden). Die Protestanten gehörten zu der Gemeinde in Wola Zarczycka (Königsberg). Nach der Karte der Deutschen Siedlungen in Galizien aus 1913 war die Kolonie damals schon untergegangen.
1918, nach dem Ende des Ersten Weltkriegs und dem Zusammenbruch der k.u.k. Monarchie, kam Jelna zu Polen. Im Jahre 1921 hatte beide Gemeinden insgesamt 1374 Einwohner, die überwiegend polnische Römisch-Katholiken waren, es gab einige Dutzend Juden und vereinzelte Ruthenen (Ukrainer) aber keine evangelischen Deutschen.
Im Zweiten Weltkrieg gehörte es zum Generalgouvernement. Von 1975 bis 1998 gehörte Jelna zur Woiwodschaft Rzeszów.
2018 wurde der alte evangelische Friedhof von der örtlichen Bevölkerung restauriert.